# Lourenço Ortigão
Lourenço Ortigão (Lisboa, 9 de agosto de 1989) es un actor portugués.

## Biografía
Antes de ser actor, realizó estudios superiores en gestión, aunque no los finalizó. En 2009, comenzó su carrera televisiva como protagonista de la séptima temporada de la serie juvenil Morangos com Açúcar.
Fue uno de los protagonistas de Belmonte, adaptación portuguesa de la telenovela chilena Hijos del monte, donde interpretó a Lucas. Esta producción estuvo nominada a mejor telenovela en los Premios Emmy Internacional.

## Filmografía

### Televisión
| Año       | Título                | Personaje              |
| --------- | --------------------- | ---------------------- |
| 2009-2010 | Morangos com Açúcar   | Rui Oliveira           |
| 2011-2012 | Remédio Santo         | Miguel Monforte        |
| 2012-2013 | Doida por Ti          | Alberto "Beto" Lopes   |
| 2013-2014 | Belmonte (telenovela) | Lucas Belmonte         |
| 2015      | La única mujer        | Luís Miguel Sacramento |
| 2017-2018 | A Herdeira            | Vicente Villalobos     |

### Cine
| Año  | Título                        | Personaje    |
| ---- | ----------------------------- | ------------ |
| 2012 | Morangos com Açúcar - O Filme | Rui Oliveira |